# Talima aphasia
Talima aphasia är en fjärilsart som beskrevs av Dyar 1914. Talima aphasia ingår i släktet Talima och familjen snigelspinnare. Inga underarter finns listade i Catalogue of Life.